# 石上豊庭
石上 豊庭（いそのかみ の とよにわ）は、飛鳥時代から奈良時代にかけての貴族。姓は物部連のち石上朝臣。位階は従四位上。

## 経歴
天武天皇13年（684年）八色の姓の制定により、一族が連姓から朝臣姓に改姓（氏も石上に改めたか）。
大宝4年（704年）従六位上から四階昇進して従五位下に叙爵。
和銅4年（711年）平城宮造営のための諸国から徴発した役民で多数の逃亡者が発生していたことから、紀男人らと共に兵庫将軍に任命され、衛兵所を仮設して兵庫を守衛した。和銅7年（714年）新羅使の入朝に対応するため、左右の将軍が任命された際、右将軍に任ぜられる。またこの間、和銅4年（711年）従五位上から二階昇進して従四位下、和銅8年（715年）従四位上に叙せられるなど、元明朝にて順調に昇進している。

## 官歴
『六国史』による。
- 天武天皇13年（684年） 11月1日：連姓から朝臣姓に改姓。
- 時期不詳：従六位上
- 大宝4年（704年） 正月7日：従五位下
- 時期不詳：従五位上
- 慶雲4年（707年） 10月3日：山陵司（文武天皇葬儀）
- 和銅4年（711年） 4月7日：従四位下（越階）。9月4日：兵庫将軍
- 和銅7年（714年） 11月26日：右将軍
- 和銅8年（715年） 正月10日：従四位上